# Sporting Clube da Beira
Lo Sporting Clube da Beira, meglio noto come Sporting Beira, è una società calcistica mozambicana, con sede a Beira.

## Storia
La squadra venne fondata il 17 dicembre 1929, quando il Mozambico era una colonia portoghese. Durante il periodo precedente l'indipendenza della nazione africana, il club giunse in una occasione secondo nel campionato coloniale, nel 1967 alle spalle del Ferroviário di Lourenço Marques. Nel 1978 la squadra cambia nome in Palmeiras da Beira. Nel 1979 vince la Taça de Moçambique, vincendo la finale contro il Têxtil do Punguè.
Negli anni seguenti il Palmeiras raggiungerà la finale della Coppa in altre tre occasioni, soccombendo in tutti e tre i casi.
Il 17 dicembre 2009 la squadra riassunse la denominazione originaria, ovvero Sporting Clube da Beira.

## Palmarès

### Competizioni nazionali
- Coppa del Mozambico: 1

1979